# Klotstarr
Klotstarr (Carex globularis) är en gräslik växtart inom familjen halvgräs.